# Brian Dumoulin
Brian Joseph Dumoulin (* 6. September 1991 in Biddeford, Maine) ist ein US-amerikanischer Eishockeyspieler, der seit März 2025 bei den New Jersey Devils aus der National Hockey League unter Vertrag steht. Mit den Pittsburgh Penguins, in deren Organisation er zuvor elf Jahre aktiv war, gewann er in den Playoffs 2016 und 2017 den Stanley Cup.

## Karriere

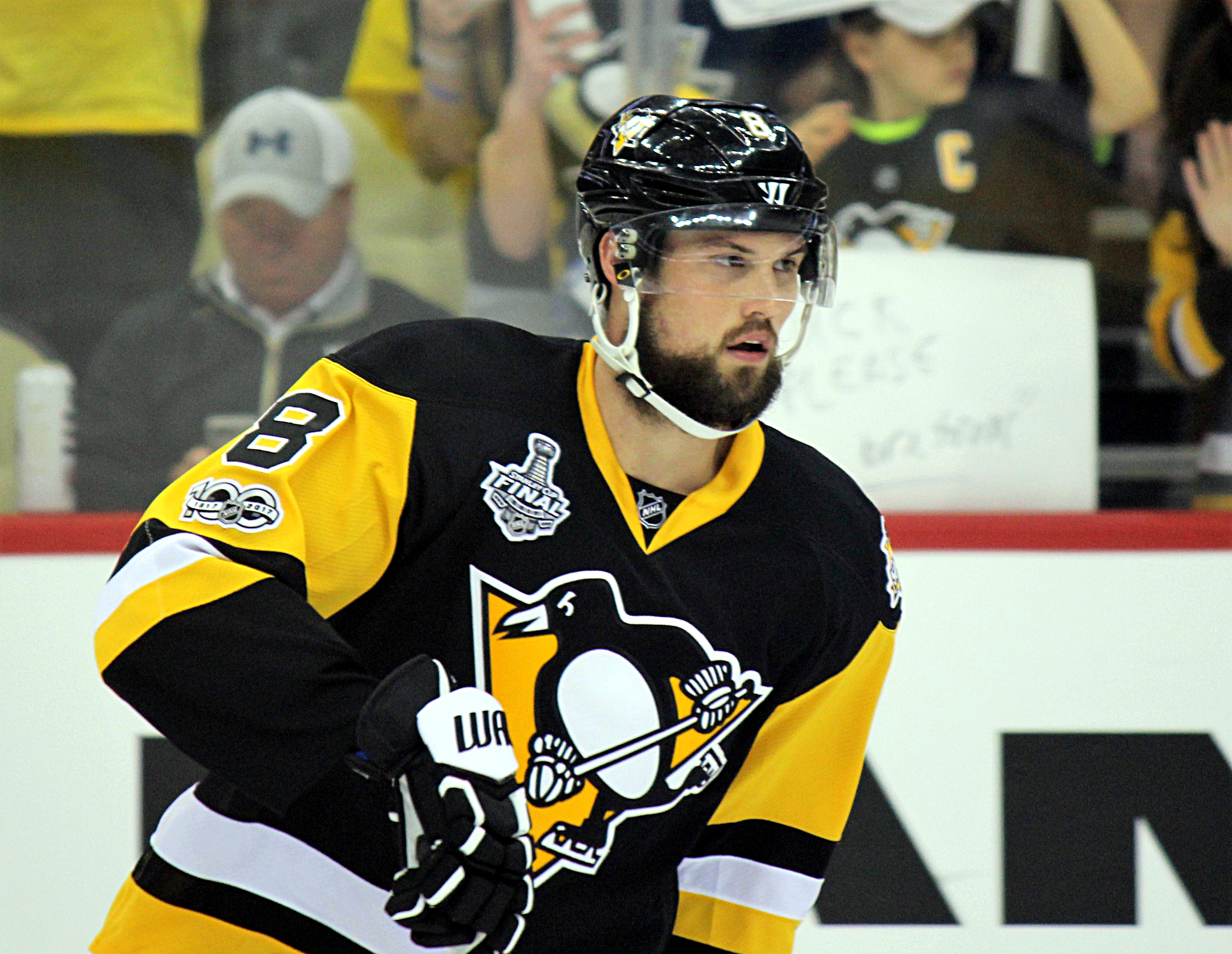
Dumoulin im Trikot der Penguins (2017)

Brian Dumoulin spielte für die Biddeford Tigers, der Eishockeymannschaft der Highschool in seiner Heimatstadt Biddeford. In der Saison 2008/09 war er für die New Hampshire Junior Monarchs in der Eastern Junior Hockey League aktiv. Dort war er punktbester Verteidiger seines Teams. Nach der Saison wurde er beim NHL Entry Draft 2009 in der zweiten Runde an 51. Stelle von den Carolina Hurricanes ausgewählt. Anschließend spielte er für die Mannschaft des Boston College. In seiner ersten Saison gewann er mit den Eagles die Meisterschaft der Hockey East und wurde in das All-Rookie Team gewählt. Bei der nationalen Meisterschaft der National Collegiate Athletic Association zog Dumoulin mit seiner Mannschaft in das Frozen Four genannte Finalturnier ein und gewann nach einem 5:0-Sieg gegen die University of Wisconsin–Madison die US-amerikanische Collegemeisterschaft. In der Saison 2010/11 konnten die Eagles den Titel in der Hockey East verteidigen. Dumoulin zeigte dabei gute Leistungen, war punktbester Verteidiger seiner Mannschaft und wurde in das First All-Star Team gewählt. Bei den NCAA-Meisterschaften schied er mit dem Boston College früh aus. In seiner dritten und letzten Saison gewannen die Eagles erneut die Meisterschaft der Hockey East und anschließend ebenfalls die Meisterschaft der NCAA. Dumoulin erhielt für seine Leistungen zahlreiche Auszeichnungen, sowohl in der Hockey East, als auch der NCAA und wurde für den Hobey Baker Memorial Award nominiert.
Am 10. April 2012 unterschrieb Dumoulin einen Entry Level Contract bei den Carolina Hurricanes. Am 22. Juni 2012 wurde er während des NHL Entry Draft 2012 zusammen mit Brandon Sutter und einem Erstrunden-Wahlrecht für Jordan Staal zu den Pittsburgh Penguins transferiert. In der Saison 2012/13 spielte er für die Wilkes-Barre/Scranton Penguins in der American Hockey League. Auch den Großteil der nächsten Saison verbrachte er im Farmteam, gab aber im Dezember 2013 sein Debüt in der National Hockey League und kam zu sechs Einsätzen für Pittsburgh, in denen er einen Assist verbuchte. Während einer weiteren Berufung in den NHL-Kader in der Saison 2014/15 erzielte Dumoulin am 15. Dezember 2014 sein erstes Tor in der NHL gegen die Tampa Bay Lightning. Im Juli 2015 verlängerten die Penguins seinen Vertrag um zwei Jahre und setzten Dumoulin als Stammspieler in der NHL ein. Am Ende der Saison 2015/16 gewann Dumoulin mit den Penguins den Stanley Cup und wiederholte diesen Erfolg im Jahr darauf.
Anschließend unterzeichnete der Verteidiger im Juli 2017 einen neuen Sechsjahresvertrag in Pittsburgh, der ihm ein durchschnittliches Jahresgehalt von 4,1 Millionen US-Dollar einbringen soll. Diesen erfüllte er und verließ Pittsburgh anschließend nach elf Jahren und 546 Einsätzen als Free Agent, wobei er sich im Juli 2023 den Seattle Kraken anschloss. Im Juli 2024 wurde er dann im Tausch für ein Viertrunden-Wahlrecht im NHL Entry Draft 2026 an die Anaheim Ducks abgegeben. Dort wiederum war er bis März 2025 aktiv, als er kurz vor der Trade Deadline zu den New Jersey Devils transferiert wurde. Die Ducks übernahmen dabei weiterhin die Hälfte seines Gehalts und erhielten im Gegenzug Herman Träff sowie ein Zweitrunden-Wahlrecht im NHL Entry Draft 2025.

### International
Dumoulin spielte bei der U20-Junioren-Weltmeisterschaft 2011 für die US-amerikanische Nationalmannschaft und gewann die Bronzemedaille.

## Erfolge und Auszeichnungen
| - 2010 Lamoriello-Trophy-Gewinn mit dem Boston College - 2010 Hockey East All-Rookie Team - 2010 NCAA-Division-I-Championship mit dem Boston College - 2010 NCAA All-Tournament Team - 2011 Lamoriello-Trophy-Gewinn mit dem Boston College - 2011 Hockey East First All-Star Team - 2011 Hockey East Best Defensive Defenseman - 2011 NCAA East First All-American Team - 2012 Lamoriello-Trophy-Gewinn mit dem Boston College | - 2012 Hockey East First All-Star Team - 2012 Hockey East Best Defensive Defenseman - 2012 NCAA East First All-American Team - 2012 NCAA-Division-I-Championship mit dem Boston College - 2012 NCAA All-Tournament Team - 2012 Nominierung für den Hobey Baker Memorial Award - 2016 Stanley-Cup-Gewinn mit den Pittsburgh Penguins - 2017 Stanley-Cup-Gewinn mit den Pittsburgh Penguins |

### International
- 2011 Bronzemedaille bei der U20-Junioren-Weltmeisterschaft 2011

## Karrierestatistik
Stand: Ende der Saison 2024/25

### International
Vertrat die USA bei:
- U20-Junioren-Weltmeisterschaft 2011

(Legende zur Spielerstatistik: Sp oder GP = absolvierte Spiele; T oder G = erzielte Tore; V oder A = erzielte Assists; Pkt oder Pts = erzielte Scorerpunkte; SM oder PIM = erhaltene Strafminuten; +/− = Plus/Minus-Bilanz; PP = erzielte Überzahltore; SH = erzielte Unterzahltore; GW = erzielte Siegtore; 1 Play-downs/Relegation; Kursiv: Statistik nicht vollständig)